# MathWorld
MathWorld és una enciclopèdia matemàtica de referència, finançada per Wolfram Research Inc., els creadors del programari d'àlgebra computacional Mathematica. També està parcialment finançada per una beca de la National Science Foundation dels Estats Units a la Universitat d'Illinois a Urbana-Champaign.

## Història
Eric W. Weisstein, el creador de la pàgina, era un estudiant de física i astronomia que es va acostumar a prendre apunts en els cursos de matemàtiques que rebia. En 1995 els va publicar en Internet sota el títol en anglès "Eric's Treasure Trove of Mathematics". Contenia centenars de pàgines i articles sobre un ampli rang de temes matemàtics. La pàgina es va popularitzar en proporcionar una referència extensa sobre molts temes rellevants. Weisstein va continuar millorant les notes i acceptant correccions i comentaris dels seus lectors. En 1998, va firmar un contracte amb CRC Press i els continguts de la pàgina web van ser publicats en paper i CD-Rom, titulats "CRC Concise Encyclopedia of Mathematics". La versió gratuïta online va passar a ser només parcialment accessible al públic. En 1999 Weisstein va ser contractat per Wolfram Research, Inc. (WRI), i WRI va rebatejar el Math Treasure Trove com a MathWorld, accessible a mathworld.wolfram.com, i allotjat en la pàgina web de la companyia lliure de cost.

## Crítiques
En el grup Usenet sci.math, hi ha hagut comentaris sobre la qualitat dels articles de MathWorld. Si bé la informació en MathWorld és considerada generalment correcta, s'han trobat algunes afirmacions que són incorrectes o tenen problemes sintàctics.
Mathworld té una funcionalitat que permet que els lectors publiquin comentaris en articles individuals. No es coneixen estudis sistemàtics sobre la consistència de MathWorld, així com tampoc d'altres fonts de recursos matemàtics en línia, incloent la mateixa Wikipedia, per la qual cosa la qualitat és un tema que roman en debat i discussió.